# 拔根
拔根儿，又称拔劳根，也有地方叫做杠梗子，是一种中国北方儿童在秋季玩的民间游戏，一般多在上小学的男孩子之间的流行，比谁的根儿最结实。
拔根游戏所使用的道具一般是从杨树上凋落下来的叶子。游戏时两个儿童各拿一片树叶，双手抓紧叶柄的两端，并且与对方的叶柄交叉。然后互相用力往自己的方向使劲，叶柄被拔断的一方输掉游戏。能够拔断许多叶柄的称为“老根儿”。
为了让叶柄结实，有韧性，儿童经常会把叶柄放在鞋子里，并且将鞋子穿在脚上，被称为“闷根儿”，据说足部的汗液渗到根内，“闷”过一段时间，根会更有韧性。还有人采用盐水浸泡等方法。